# Mikloš Küzmič
Mikloš Küzmič mađarski: Küzmics Miklós (Dolnji Slaveči ili Alsószlavecsa, Mađarska, danas Slovenija, oko 15. rujna 1737. - Kančevci ili Kancsóc, Mađarska, 11. travnja 1804.) slovenski pisac, rimokatolički svećenik i prekomurski dekan.

## Životopis
Rođen u Dolnjim Slavečima (kasnije već Alsócsalogány), u Prekomurju, u Mađarskoj. Otac mu je bio Janoš (Ivan) Küzmič, majka Elizabeta Hüll. Bio je svećenik u Kančovcima, a isprva je služio kao kapelan u Gradu (Slovenija).

Preveo je četiri evanđelja i pisao molitvene knjige, kalendare, itd. 1790. godine napisao je knjigu ABC. Dobro je govorio i hrvatski jezik i koristio ga u svojim djelima. Osobito je značajan za očuvanje nacionalne svijesti u mađarskih Slovenaca.

Njegovo djelo rabio je i širio pisac Jožef Košič i Jožef Borovnjak, a u 20. stoljeću nanovo ga je izdao slovenski svećenik Jožef Sakovič.

## Djela
- Kratki predlog velikoga katekizma (Krátká Šumma Velikoga Katekizmuša, Šopron 1780.)
- Sveta Evanđelja, o nedjeljo i blagane cio godina (Svéti evangeliomi, za nedele i svétke celoga lete, 1780.)
- Slovenski Šilabikar, 1780.
- Pomoć Bolesnih, Mirnoćih (Pomouč Beté'snih, Mirajoucsih, 1781.)
- Molitvenik, za slovenskoga naroda (Kniga Molitvena, na hasek Szlovénskegá národá, 1783.)
- ABC knjižica, za narodne škole (ABC Kni'sica na narodni šoul haszek, Büdin 1790.)
- Staroga i novoga Oporuke sveti povijesti Kratki predlog (Stárogá i nouvogá Teštamentumé svéte histórie Kratke Šumma, Sambotel 1796.)